# كوليسترامين
الكولسترامين هو أحد منحيات حامض الصفراء، حيث يقوم بالارتباط بسائل الصفراء في الجهاز الهضمي لمنع إعادة امتصاصه. فهو راتنج تبادل أيوني قوي، مما يعني أنه يمكنه مبادلة أيونات الكلوريد مع أيونات أحماض الصفراء السالبة في القناة الهضمية وتربط بينهم بقوة في تركيبة الراتنج. المجموعة الفعالة في الراتنج هي مجموعة الأمونيوم الرباعية المرتبطة بثنائي بوليمر ستايرين-ثنائي فنيل البنزين الخامل (styrene-divinylbenzene copolymer).
الكولسترامين يقوم بإزالة أحماض الصفراء من الجسم عن طريق تشكيل المجمعات غير قابلة للذوبان مع الأحماض الصفراوية في الأمعاء، والتي تفرز ثم في البراز. عند إفراز أحماض الصفراء، يتم تحويل الكوليسترول في البلازما إلى حمض الصفراء لاستعادة مستويات حمض الصفراء. هذا التحويل من الكوليسترول إلى أحماض الصفراء يخفض تركيز الكوليسترول في البلازما.

## الاستخدامات العلاجية
تستخدم منحيات حامض الصفراء مثل الكولسترامين لعلاج ارتفاع الكولسترول، ولكن يمكن أن تستخدم أيضا لعلاج الحكة والتي تحدث نتيجة عجز الكبد، وذلك بسبب عدم قدرة الكبد على التخلص من الصفراء.
كما يستخدم الكولسترامين لمنع الإسهال في المرضى الذين يعانون داء كرون بعد أن خضعوا لعملية استئصال جزء من الأمعاء الدقيقة.
الجزء الأخير من الأمعاء الدقيقة (اللفائفي) هو المسؤول عن إعادة امتصاص أحماض الصفراء. عند إزالة هذا الجزء، فستعبر أحماض الصفراء إلى الأمعاء الغليظة وتجمع المياه بسبب تأثيرها التناضحي مما يسبب الإسهال. الكولسترامين يمنع هذه الزيادة في المياه من خلال جعل أحماض الصفراء غير قابلة للذوبان وغير نشطة تناضحيا. ينبغي على المرضى بعد استئصال الجزء النهائي من الأمعاء الدقيقة (اللفائفي) باستخدام هذا الدواء بحذر، لأن عمليات جراحة الأمعاء تزيد من حالات انسداد الأمعاء الدقيقة، وهنالك عدة تقارير في طبية تشير إلى حدوث انسدادات نتيجة استخدام الكولسترامين.
يمكن أيضا استخدام الكولسترامين في علاج حالات التهاب القولون الغشائي الكاذب الناجم عن العدوى ببكتيريا اسمها المطثية العسيرة، حيث يقوم بامتصاص السموم من نوع ذيفان (أ) و(ب) ، وكذلك الحد من الإسهال والأعراض الأخرى التي تسببها هذه السموم، ولكون الكولسترامين ليس مضادا حيويا فإنه يستخدم مع فانكومايسين.
كما انه يستخدم للمرضى الذين يتناولون ليفلونومايد (leflunomide) للمساعدة للتخلص من الدواء والقضاء على الآثار الجانبية الشديدة التي يسببها ليفلونومايد (leflunomide).

## الأشكال الدوائية
كوليسترامين متوفر على شكل مسحوق معبأة في عبوات تحتوي على 4 غرامات في كل عبوة منفردة، أو في عبوات أكبر.
متوفر عالميا تحت اسم (كويستران) أو (كويستران لايت)(=خفيف) من إنتاج شركة بريستول-مايرز سكويب الأمريكية.

## الجرعة
يؤخذ بجرعة 4 إلى 8 غرام مرتين يوميا. الجرعة القصوى هي 24 غرام يوميا.

## الأعراض الجانبية
الآثار الجانبية الأكثر شيوعا هي الإمساك.
من الآثار الجانبية النادرة ووالتي تحدث نتيجة استخدام الدواء على شكل معلق للشرب عن طريق الفم ولفترات طويلة : تلون الأسنان، وتآكل طبقة المينا في الأسنان، وتسوس الأسنان،
إضافة إلى ذلك فمن المتوقع حدوث زيادة في مخاطر حصول حصى في المرارة بسبب زيادة تركيز الكوليسترول في الصفراء.

## المحاذير
وينبغي أن المرضى الذين يعانون من قصور الدرقية والسكري والمتلازمة الكلوية، شذوذ بروتين الدم، وأمراض انسداد الكبد، وأمراض الكلى، وإدمان الكحول استشارة الطبيب قبل أخذ هذا الدواء.
ينبغي أن تؤخذ الأدوية الأخرى ما لا يقل عن ساعة واحدة قبل أو بعد أربع إلى ست ساعات من الكولسترامين من أجل تقليل احتمال التداخل في الامتصاص.
وينبغي أن المرضى الذين يعانون من مرض فينايلكيتونوريا استشارة الطبيب قبل تناول كويستران لايت لأن هذا المنتج يحتوي على الفينيل ألانين.

## التفاعلات الدوائية
معظم التفاعلات كوليسترامين هي تأثيره على امتصاص الكثير من الأدوية ومن أهمها:
- مشتقات الديجيتال مثل ديجوكسين وديجيتوكسين
- الإستروجينات والبروجستينات
- أدوية علاج السكري عن طريق الفم
- بنسلينG
- فينوباربيتال
- سبيرونولاكتون
- التتراسيكلين
- مدرات البول من نوع ثيازايد
- أدوية الغدة الدرقية
- الوارفارين
- ليفلونومايد

لذا يجب على مستخدم كوليسترامين تجنب أخذ تلك الأدوية مع كوليسترامين في الوقت ذاته بل أخذها بفترة ساعتين فأكثر قبله أو أربع ساعات فأكثر بعده لتجنب التداخل بينهم.